# Блумфилд, Майк
Майкл (Майк) Бернард Блумфилд (англ. Michael Bernard Bloomfield; 28 июля 1944, Чикаго, США — 15 февраля 1981, Сан-Франциско, США) — американский блюзовый гитарист, певец, автор песен. Одним из первых стал применять технику слайд-гитары в рок-музыке.
И личная, и творческая судьба Блумфилда драматично связана с «рок-революцией»: он был первопроходцем в своем жанре во времена больших надежд. В 2003 он занял 22 место в списке «100 величайших гитаристов всех времён по версии журнала Rolling Stone».

## Биография
Блумфилд родился в богатой еврейской семье в чикагском районе Норд Сайд, но предпочёл музыку семейному бизнесу, став приверженцем блюза в подростковом возрасте и проводя время в блюзовых клубах Чикаго.
Талант молодого гитариста «был с самого начала очевиден для его наставников», — написал Эл Купер в 2001 году. — «Они знали, что это был не просто ещё один белый парень, это был тот, кто по-настоящему понял что такое блюз». Среди тех, кто поддержал его в стремлении играть блюз были Би Би Кинг, Мадди Уотерс, Боб Дилан и Бадди Гай. Майкл имел обыкновение говорить: «Это — естественное. Чёрные люди страдают внешне в этой стране. Евреи страдают внутренне. Страдание — взаимная точка опоры для блюза». Участник записи (электрогитара) песни Боба Дилана «Like a Rolling Stone». 

## Избранная дискография
The Paul Butterfield Blues Band
- The Paul Butterfield Blues Band (1965)
- East-West (1966)
- The Original Lost Elektra Sessions
- East-West Live

Electric Flag
- The Trip (1967)
- A Long Time Comin' (1968)
- The Band Kept Playing (1974)

Сольные альбомы
- It’s Not Killing Me (1969)
- Try It Before You Buy It (1973)
- If You Love These Blues, Play 'Em As You Please(1976)
- Analine (1977)
- Michael Bloomfield (1978)
- Count Talent And The Originals (1978)
- Between A Hard Place And The Ground (1979)
- Bloomfield-Harris (1979)
- Crusin' For A Brusin'(1981)

сотрудничество с другими музыкантами
- Super Session — Bloomfield, Kooper and Stills (1968)
- The Live Adventures of Mike Bloomfield and Al Kooper (1968)
- Fillmore East: Al Kooper and Mike Bloomfield. The Lost Concert Tapes 12/13/68 (recorded 1968, published 2003)
- Two Jews' Blues (1969), with Barry Goldberg; uncredited due to contractual constraints.
- My Labors (1969) with Nick Gravenites
- Live at Bill Graham’s Fillmore West (1969) with Nick Gravenites
- Medium Cool (1969) Original Film Soundtrack featuring Bloomfield and others
- Steelyard Blues (1973) Original Film Soundtrack with Nick Gravenites and others
- Mill Valley Bunch — Casting Pearls (1973)
- Triumvirate (1973), Mike Bloomfield, with John Hammond & Dr John.
- KGB (1976) — Ray Kennedy — Vocals, Barry Goldberg — Keyboards, Mike Bloomfield — Guitar, Rick Grech — Bass, Carmine Appice — Drums

некоторые сессионные работы
- Highway 61 Revisited — Bob Dylan (1965)
- Grape Jam — Moby Grape (1968)
- Living with the Animals — Mother Earth (1968); credited as «Makal Blumfeld» due to contractual constraints.
- Fathers & Sons — Muddy Waters(1969)
- I Got Dem Ol' Kozmic Blues Again Mama! — Janis Joplin (1969)
- Weeds — Brewer & Shipley (1969)
- Sam Lay In Bluesland — Sam Lay (1970)
- Gandharva — Beaver & Krause (1971)

посмертные издания
- Living In The Fast Lane (1981)
- Bloomfield: A Retrospective (1983)
- I’m with You Always (Live recordings from McCabe’s Guitar Shop, Santa Monica, CA; 1977)
- Between The Hard Place And The Ground (Different to the original 70s LP — containing further selections from McCabe’s Guitar Shop)
- Don’t Say That I Ain’t Your Man: Essential Blues, 1964—1969, an anthology that includes five songs from Bloomfield’s original 1964 Columbia sessions.
- Live at the Old Waldorf (Recorded live in 1976 and 1977 by producer Norman Dayron at the Old Waldorf nightclub)
- Barry Goldberg & Friends — Live (Features Mike on guitar on most tracks)
- If You Love These Blues by Wolkin & Keenom (Miller Freeman Books, 2000)contains a CD of early recordings made by Norman Dayron